# Jamné nad Orlicí
Jamné nad Orlicí – wieś położona w Czechach w kraju pardubickim w powiecie uście nad orlicą.
Pierwsza zachowana wzmianka o Jamném pochodzi z 1336 r. W roku 1358 majątek należał do archidiecezji litomyskiej. W wirze wojen husyckich właściciele zmieniali się kilkukrotnie. Po roku 1521 wieś należała do okolicznego rodu z Pesztyńa.
7 lipca 1622 r. majątek został zakupiony przez księcia Karola Lichtensteina i był własnością książąt, aż do proklamacji Republiki Czechosłowackiej w 1918 r.
Od 16 czerwca 1914 r.  wieś posiada urząd pocztowy. 10 października 1928 r. do połowy wsi została doprowadzona bieżąca woda (reszta od wiosny przyszłego roku). 20 lutego do wsi został doprowadzony prąd elektryczny. 1 grudnia 1934 r. została oddana do użytku stacja kolejowa.
Obecna nazwa wsi została nadana przez czeski MSZ w 1922 r. Wcześniej używano wielu nazw: Jméno, Jamná, Jamný lub Jamné.
W miejscowości jest przystanek kolejowy Jamné nad Orlicí.